# Кавальканти, Гвидо
Гвидо Кавальканти (итал. Guido Cavalcanti; 1259, Флоренция — август 1300) — итальянский философ и поэт. Сын известного философа Кавальканте деи Кавальканти из влиятельного рода Кавальканти.
Был другом Данте и до него считался главой флорентийских поэтов, продолжил философски-мистическую любовную поэзию болонца Гвиницелли. Женился на Беатриче, дочери Фаринаты дельи Уберти, главы гибеллинов. Сам Кавальканти был гвельфом. После распада этой партии на группы Черки и Донати присоединился к первым, принимал участие в борьбе с противниками и в 1300 был изгнан в Сарцану.
Заболевший там малярией Кавальканти был призван обратно и умер в том же году во Флоренции. Известнейшее его стихотворение — канцона о природе любви «Donna mi prega etc.» (нов. изд., Венец., 1890); из восьми её комментаторов известны Эджидио Колонна и врач Дино дель Гарбо. Кроме того он писал ballate, пасторали и др. стихотворения, изданные вместе с его биографией, Ercole: «Guido Cavalcanti е le sue rime» (Ливорно, 1885). Данте в «Аду» приговаривает его отца Кавальканте Кавальканти к мукам — в ряду эпикурейцев и атеистов.
На русский язык сонеты Кавальканти переводили И. Н. Голенищев-Кутузов, О. Румер, Ш. Крол. Персонаж «Божественной комедии» и «Декамерона».

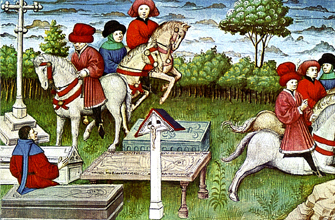
Гвидо Кавальканти и «Общество мотов».
Rime di Guido Cavalcanti, 1813

## Сочинения
- Сонеты. В кн.: Западноевропейский сонет XIII-XVII веков. Поэтическая антология. Л.: Издательство Ленинградского университета, 1988. С. 32-34. ISBN 5-288-00129-4
- Стихотворения Гвидо Кавальканти и других итальянских поэтов XIII-XIV вв. Киев: Издательство «Laurus», 2017.